# Momir Rnić (Handballspieler, 1955)
Momir Rnić (* 3. Februar 1955 in Sečanj, Jugoslawien)  ist ein ehemaliger jugoslawischer Handballspieler, der an den Olympischen Sommerspielen 1980, 1984 und 1988 teilnahm.

## Spielerlaufbahn
Im Jahr 1980 beendete er die Olympiade mit dem Team auf Platz sechs. Rnić spielte alle sechs Spiele und erzielte siebzehn Tore.
Vier Jahre später war er Mitglied der jugoslawischen Mannschaft, die die Goldmedaille gewann. Er spielte vier Spiele und erzielte dabei ein Tor. Im Jahr 1988 gewann er die Bronzemedaille mit dem jugoslawischen Team. Rnić nahm an allen sechs Begegnungen teil und erzielte achtzehn Tore. 1986 wurde er in der Schweiz mit der Mannschaft durch ein 24:22 gegen Ungarn Weltmeister.
Im gleichen Jahr wechselte Rnić zum TV Niederwürzbach nach Deutschland in die Regionalliga Südwest. Bei diesem Verein spielte er bis 1990 und stieg mit ihm 1987 in die zweite Bundesliga und 1989 in die erste Bundesliga auf.

## Trainerlaufbahn
In seiner ersten Saison als Trainer des RK Proleter Zrenjanin erreichte er die Finalrunde im Europapokal der Landesmeister 1990/91. Dort unterlag man dem FC Barcelona nach einem 23:21 zu Hause mit 17:20 in Barcelona.

## Privates
Sein gleichnamiger Sohn Momir Rnić spielte in der Handball-Bundesliga bei der MT Melsungen.